# Сергиј Лозницја
Сергиј Володимирович Лозницја (укр. Сергій Володимирович Лозниця, блр. Сяргей Уладзіміравіч Лазніца; Баранавичи, 5. септембар 1964) јесте украјински филмски редитељ и сценариста белоруског порекла. Познат је по својим документарним и драмским филмовима.

## Биографија
Сергиј Лозницја је рођен 5. септембра 1964. године у белоруском граду Баранавичи. Белорусија је тада била део Совјетског Савеза. Касније се Сергиј с породицом преселио у Кијев, где је завршио средњу школу.
Лозницја је дипломирао 1987. године на Кијевском политехничком институту, смер примењена математика. Од 1987. до 1991. радио је у Институту за кибернетику. Између осталог, бавио се развојем експертских система. Лозницја је тада такође радио као преводилац с јапанског језика.
Уписао се на московски Институт за кинематографију Герасимов 1991, на одсеку за режију играног филма, код професорке Нане Џорџадзеје. Дипломирао је с одличним успехом 1997.
По завршетку студија, Лозницја је почео с режирањем документарних филмова у Санкт Петербургу 2000. Преселио се у Немачку годину дана касније.
Од самих почетака своје каријере до данас, Лозницја је добијао многе награде. Највише је познат по својим документарним филмовима, али се истакао и у снимању играних филмова. Од његових документараца, издвајају се Мајдан, Догађај, Аустерлиц, Процес и други, док су Лозницјини најуспешнији играни филмови Моја срећа, У магли и Донбас. У својим филмовима се превасходно бави историјским темама, али неретко зна да обради и теме које су у вези са савременим светом и друштвом.
Дана 28. фебруара 2022, три дана након почетка инвазије Русије на Украјину, Лозницја је иступио из Европске филмске академије (ЕФА) као одговор на њену изјаву у којој исказује солидарност с Украјином. У отвореном писму које је доставио, Лозницја је осудио академију због тога што, како каже, није назвала ратом оним што јесте, није осудила варварство и није исказала свој протест. Дан касније, 1. марта, ЕФА је саопштила да ће одстранити све руске филмове у избору за добијање филмских награда које додељује та академија. Истог дана, Лозницја је изјавио да се противи тој одлуци, истакавши да су се многи руски филмски ствараоци успротивили рату. Додао је да су они такође жртве, као и ми, ове агресије. Позвао је да људима треба да се суди на основу њихових дела, а не на основу тога који имају пасош.
Дана 19. марта 2022, објављено је да је Лозницја избачен из Украјинске филмске академије (УФА) зато што је исказао противљење бојкоту руских филмова. УФА је саопштила да је Лозницја више пута истицао да себе сматра космополитом, „светским човеком”, а да тренутно, када се Украјина бори да одбрани своју независност, кључни концепт у реторици сваког Украјинца треба да буде његов национални идентитет. Лозницја је истог дана издао саопштење, у коме је написао следеће:
„Био сам запрепашћен када сам прочитао да је Украјинска филмска академија одлучила да ме избаци због тога што сам ’космополита’ (...) Једино је у ери касног стаљинизма, од почетка антисемитске кампање коју је покренуо Стаљин између 1948. и 1953, ова реч добила негативну конотацију, у оквиру совјетског пропагандног дискурса. Говорећи против космополитизма, украјински ’академици’ служе се управо овим Стаљиновим дискурсом.”
Лозницја је назвао академијино истицање на националном идентитету нацизмом и поклоном за пропагандисте из Кремља.

## Лични живот
Лозницја је ожењен и има две ћерке.

## Изабрана филмографија
Називи филмова су на руском језику.

### Документарни филмови
- 2002:  (срп. Портрет)
- 2005:  (срп. Блокада)
- 2014: 
- 2015:  (срп. Догађај)
- 2016:  (срп. Аустерлиц)
- 2018: [12]
- 2019: [13]
- 2019: [14]
- 2021:  (срп. Бабин Јар. Контекст)

### Играни филмови
- 2010:  (срп. Моја срећа)
- 2012:  (срп. У магли)
- 2014: 
- 2017:  (срп. Кротка)[15]
- 2018:  (срп. Донбас)

## Награде и признања
- Филмски фестивал у Кракову, Бронзани змај (Сегодня мы построим дом, 1996)
- Филмски фестивал у Кракову, Златни змај — посебно признање (Полустанок, 2000)
- Међународни фестивал краткометражног филма у Оберхаузену, главна награда (Портрет, 2002)
- Међународни фестивал документарног и анимираног филма у Лајпцигу, Сребрни голуб (Портрет, 2002)
- Међународни филмски фестивал у Карловим Варима, најбољи документарни филм — посебно признање (Портрет, 2003)
- Награда Ника — најбољи документарни филм (Блокада, 2006)
- Филмски фестивал у Кракову, Златни змај (Блокада, 2006)
- Међународни филмски фестивал у Карловим Варима, најбољи документарни филм (Артель, 2007)
- Међународни фестивал документарног филма у Јихлави, најбољи документарни филм средње и источне Европе(Артель, 2007)
- Филмски фестивал у Кракову, Златни рог (Представление, 2008)
- Међународни филмски фестивал у Јеревану, Сребрна кајсија — посебно признање (Счастье моё, 2010)
- Кинотавр, најбоља режија (Счастье моё, 2010)
- Филмски фестивал „Тамне ноћи” у Талину, главна награда (Счастье моё, 2010)
- Филмски фестивал у Кану, награда FIPRESCI-ја (В тумане, 2012)
- Међународни филмски фестивал у Јеревану, Златна кајсија (В тумане, 2012)
- Филмски фестивал у Кракову, Златни змај (Писмо, 2013)
- Филмски фестивал у Ен Арбору, Награда Мајкл Мур (Событие, 2016)
- Филмски фестивал у Траверс Ситију, Награда Баз Вилсон (Аустерлиц, 2016)
- Филмски фестивал у Кану, награда Известан поглед за најбољег редитеља (Донбасс, 2018)[16]
- Међународни филмски фестивал у Каиру, Сребрна пирамида (Донбасс, 2018)[17]
- Индијски међународни филмски фестивал, Златни паун за најбољи филм (Донбасс, 2018)